# Maybe I'm Dreaming
Maybe I'm Dreaming là album phòng thu đầu tiên của Owl City - một dự án âm nhạc của nghệ sĩ synthpop. Nó đạt đến top 20 của Billboard Electronic Music Album Chart.

## Danh sách track
| STT | Nhan đề                 | Thời lượng |
| --- | ----------------------- | ---------- |
| 1.  | "On the Wing"           | 5:05       |
| 2.  | "Rainbow Veins"         | 4:41       |
| 3.  | "Super Honeymoon"       | 3:22       |
| 4.  | "The Saltwater Room"    | 4:56       |
| 5.  | "Early Birdie"          | 4:16       |
| 6.  | "Air Traffic"           | 3:37       |
| 7.  | "The Technicolor Phase" | 4:27       |
| 8.  | "Sky Diver"             | 2:45       |
| 9.  | "Dear Vienna"           | 3:58       |
| 10. | "I'll Meet You There"   | 4:17       |
| 11. | "This Is the Future"    | 2:53       |
| 12. | "West Coast Friendship" | 4:06       |

## Bảng xếp hạng
| Bảng xếp hạng (2009)                   | Vị trí cao nhất |
| -------------------------------------- | --------------- |
| U.S. Billboard Dance/Electronic Albums | 13              |
| UK Top 40 Dance Albums                 | 33              |